# Richard Winter

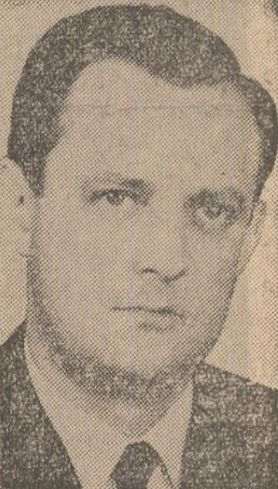
Richard Winter

Richard Winter (* 15. Mai 1934 in Sighișoara, Königreich Rumänien; † 1994 in Bukarest) war ein rumänischer Politiker. Er war Parteisekretär des Kreiskomitees in Hermannstadt und Mitglied im Exekutivkomitee der Rumänischen Kommunistischen Partei (RKP) sowie stellvertretender Vorsitzender des Rats der Werktätigen deutscher Nationalität und Mitglied des Zentralkomitee-Vollzugsausschusses.

## Leben
Winter entstammte der deutschsprachigen Minderheit der Siebenbürger Sachsen und war von 1956 bis 1966 Mitglied im Zentralkomitee der rumänischen kommunistischen Jugendorganisation „Uniunea Tineretului Comunist“. Ab 24. Juli 1965 war er Mitglied im Zentralkomitees der KPR. Vom 24. Dezember 1968 bis 1975 war Richard Winter Parteisekretär des Kreiskomitees Hermannstadt und Mitglied im Exekutivkomitee der RKP
Am 15. November 1968 wurde Winter in der konstituierenden Sitzung des Rats der Werktätigen deutscher Nationalität der Sozialistischen Republik Rumänien als Stellvertreter des Vorsitzenden Eduard Eisenburger gewählt. Zu weiteren Stellvertretern wurden Anton Breitenhofer, Peter Lamoth und Paul Schuster gewählt. Im Februar 1971 wurde er Mitglied des ZK-Vollzugsausschusses (Politbüro).
Von 1984 bis 1985 bekleidete Winter die Position des Minister für Beschaffung von technischem Material; von 1985 bis 1987 war er Minister für die Industrialisierung des Holzes und der Baumaterialien.

## Orden
- Ordinul Muncii clasa a III-a (1959), clasa a II-a (1964) (Arbeitsorden 3. Klasse, und 2. Klasse)
- Ordinul Steaua Republicii Populare Române clasa a IV-a (1962) (Orden Der Stern der Volksrepublik Rumänien 4. Klasse)
- Ordinul Tudor Vladimirescu clasa a V-a (1966) (Tudor Vladimirescu Orden 5. Klasse)
- Ordinul Steaua Republicii Socialiste România clasa a II-a (1971) (Orden Der Stern der Sozialistischen Republik Rumänien 2. Klasse)
- Medalia A 40–a aniversare a revoluției de eliberare socială și națională, antifascistă și antiimperialistă (1984) (Medaille Das 40. Jubiläum der Revolution für soziale, nationale, antifaschistische und antiimperialistische Befreiung)